# Test of Chinese as a Foreign Language
Der Test of Chinese as a Foreign Language, kurz: TOCFL oder TCFL (chinesisch 華語文能力測驗, Pinyin Huáyǔwén Nénglì Cèyàn), vorher bekannt unter Test of Proficiency – Huayu, kurz: TOP,  ist ein Sprachtest für Hochchinesisch als Fremdsprache. Er ist vergleichbar mit dem Hanyu Shuiping Kaoshi, wird im Gegensatz zu diesem aber von der Republik China (Taiwan) durchgeführt.

## Geschichte
Der Test wurde im November 2005 eingeführt und zum ersten Mal vom Chinese Language Testing Center durchgeführt. Im Januar 2007 wurde das Center zum heutigen SC-TOP umbenannt.
Geleitet wird der Test vom Steering Committee for the Test Of Proficiency – Huayu, kurz: SC-TOP (國家華語測驗推動工作委員會,  Guójiā Huáyǔ Cèyàn Tuīdònggōngzuò Wěiyuánhuì). Das Komitee untersteht dem Bildungsministerium der Republik China.

## Testorte
Der Test kann in Taiwan an mehreren Testorten abgehalten werden. International führen mehrere Partnerinstitute den Test durch. In Deutschland wird der Test meistens im Mai/Juni von der Taipeh-Vertretung in Kooperation mit Universitäten und chinesischen Schulen an mehreren Standorten (Berlin, Bochum, Düsseldorf, Frankfurt, München, Stuttgart) durchgeführt. In Düsseldorf wird der Test computergestützt durchgeführt. In Österreich führen die Universität Wien und in der Schweiz die Universität Zürich den Test durch.

## Testaufbau
Der TOCFL besteht aus den Kategorien Leseverstehen, Hörverstehen, Sprechen und Schreiben, wobei im Ausland nur Lese- und Hörverstehen getestet werden. Bei der Anmeldung lässt sich auswählen, ob der Test in Lang- oder in Kurzzeichen abgelegt werden soll. Der Test ist an den gemeinsamen europäischen Referenzrahmen für Sprachen angelehnt.
Im Ausland werden seit 2012 sechs Level in drei Niveaubereichen A, B und C sowie die Vorbereitungsstufe geprüft:
| Niveaubereich      | Chinesisch                    | Level                                                     | GeR     | Vokabular          |
| ------------------ | ----------------------------- | --------------------------------------------------------- | ------- | ------------------ |
| Vorbereitungsstufe | 準備級, zhǔnbèi jí            | 準備級一級, zhǔnbèi jí yī jí 準備級二級, zhǔnbèi jí èr jí | –       | 150 / 320 Wörter   |
| A                  | 入門基礎級, rùmén jīchǔ jí    | 1 + 2                                                     | A1 + A2 | 500 / 1000 Wörter  |
| B                  | 進階高階級, jìnjiē gāo jiējí  | 3 + 4                                                     | B1 + B2 | 2500 / 5000 Wörter |
| C                  | 流利精通級, liúlì jīngtōng jí | 5 + 6                                                     | C1 + C2 | 8000 Wörter        |

Der Test dauert etwa 120 Minuten. Bei der Anmeldung muss nur der Niveaubereich ausgewählt werden. Die beiden Level eines Niveaubereiches haben unterschiedliche Mindestpunktzahlen. Welches Zertifikat ausgestellt wird ergibt sich aus der erreichten Punktzahl.
Die Vokabelliste ist als 8000 Chinese Words auf der Website des SC-TOP verfügbar. Die verschiedenen Arbeitsblätter entsprechen den jeweiligen Level.

## Test bis 2011
Bis zur Einführung des neuen Testformats gab es vier Level, die allerdings anders benannt waren. Auch zu ihnen wurden vorbereitende Vokabellisten auf sc-top.org.tw zur Verfügung gestellt:
- Vokabelliste für „Basic“. (PDF; 289 kB) 基礎,  jīchǔ – 800 Wörter.
- Vokabelliste für „Beginners“. (PDF; 287 kB) 初等,  chūděng – 1544, d. h. kumulativ 2344 Wörter.
- Vokabelliste für „Intermediate“. (PDF; 479 kB) 中等,  zhōngděng – 3447, kumulativ 5791 Wörter.
- Vokabelliste für „Advanced“. (PDF; 468 kB) 高等,  gāoděng – 2998, kumulativ 8789 Wörter;